# The Garrick Gaieties
The Garrick Gaieties è una rivista musicale con  musica di Richard Rodgers, testi delle canzoni di Lorenz Hart e libretto di Benjamin M. Kaye, Arthur Sullivan, Morrie Ryskind, Louis Sorin, Sam Jaffe, Howard J. Green e Edith Meiser.  
Lo spettacolo fu prodotto dal Guild Theatre ed ha avuto la prima assoluta al Garrick Theatre per il Broadway theatre con Sterling Holloway e Lee Strasberg il 17 maggio 1925 arrivando a 211 recite. Produttore fu Edward Eliscu.
Dato il successo della prima edizione seguiranno altre due edizioni. 
Una di discreto successo nel  1926 che arriva a 174 recite e una nel   1930 che non riscosse però molto successo.

## Numeri musicali
per la rivista furono appositamente scritte le seguenti canzoni
- Soliciting Subscriptions
- Guilding the Guild
- April Fool
- Stage Manager Chorus
- The Joy Spreader
- Ladies of the Box Office
- Do You Love Me, I Wonder?
- Black and White
- On with the Dance
- Sentimental Me
- And Therely Hangs a Tail
- It's Quite Enough to Make Me Weep

Inoltre furono inserite anche due canzoni scritte per il musical Winkle Town
- The Three Musketeers
- Manhattan

Nel programma di sala ll numero The Joy Spreader viene definito "An American Jazz Opera inspired by Gilbert Seldes". Il numero aveva una durata di circa 15 minuti. 
La canzone Ladies of the Box Office, che aveva la stessa melodia della canzone Soliciting Subscriptions con però un testo diverso, prendeva in giro le dive di Broadway dell'epoca parodiandone i loro pomposi comportamenti.